# 黃毓麟
黃毓麟（?—?），甘肅省蘭州府皋蘭縣人，清朝政治人物、進士出身。
光緒十六年（1890年），参加光緒庚寅科殿試，登進士二甲113名。同年五月，著主事，分部学习。